# Werner Mária

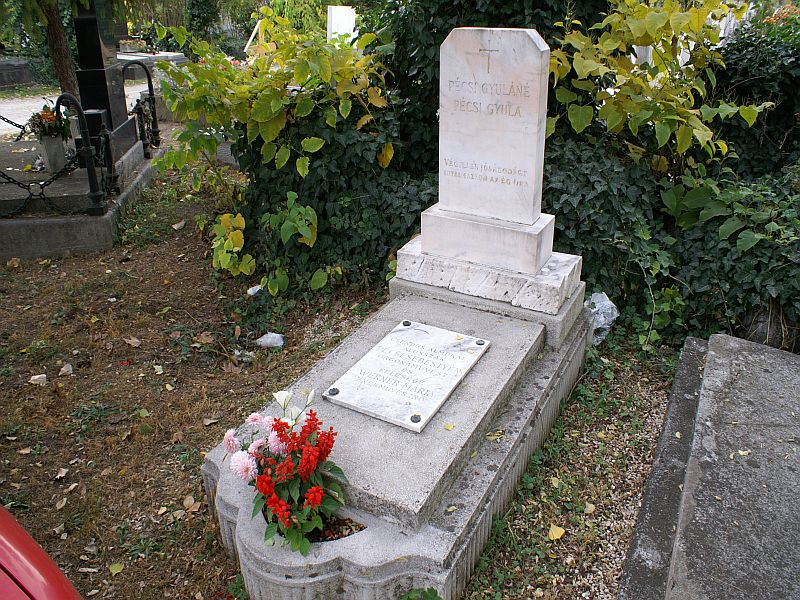
Férjével közös sírja a Megyeri temetőben

Werner Mária (férjezett nevén Pécsi Sebestyénné) (Cinkota, 1925. április 24. – Budapest, 1997. június 3.) magyar énekművész (szoprán), érdemes művész. Pályája alatt bel- és külföldön több mint ezerszer szerepelt oratórium-előadásokban, de dalénekesként is gyakran lépett fel.
Pécsi Sebestyén orgonaművész felesége volt.

## Élete
1941 és 1948 között a Székesfővárosi Felsőbb Zeneiskolában, majd 1949-től 1951-ig a Zeneakadémián Jászó Györgyné növendéke volt.
Az 1946–47-es évadban ösztöndíjas, 1950-től 1953-ig tag volt ä Magyar Állami Operaházban. Összesen két kis szerepet énekelt hét előadáson: A rózsalovag egyik nemesi árváját és a Jancsi és Juliska Ébresztőmanóját még ösztöndíjasként. Az Operából távozva az Országos Filharmónia szólistája lett, egyúttal 1961 és 1966 között a Concert Bureau de Paris menedzseltje is volt. 1976-ban vonult vissza.

## Diszkográfia
- Liszt Ferenc dalkompozíciói (Bartha Alfonz, Sándor Judit, Melis György stb. [ének], Arató Pál, Freymann Magda, Zempléni Kornél [zongora]) (1964) Qualiton
- Antik zene az aquincumi orgonán (Pécsi Sebestyén [orgona]) (197?) Ecclesia Szövetkezet

## Filmek, tv
- Jelenidő (1972)... Operaénekesnő

## Díjai, elismerései
- 1975 – érdemes művész